# Glabroculus
Glabroculus— род бабочек из семейства голубянки.

## Описание
Крылья самцов сверху блестящие, голубовато-синего цвета. У самок крылья бурые с налётом из блестящих синих чешуек, светлыми пятнами у внешнего края переднего крыла и оранжевыми у внешнего края заднего крыла. На нижней стороне крыльев контрастный рисунок, образованный чёрными пятнами на белёсом фоне. У внешнего края крыла проходит ряд ярко-оранжевых пятен.

## Ареал
Восточная Европа, горы Южной Сибири, Нижнее и Среднее Поволжье, Южный Урал, Казахстан, Узбекистан, Киргизстан.

## Виды
В состав рода входит два вида:
- Glabroculus elvira (Eversmann, 1854)
- Glabroculus cyane  (Eversmann, 1837)